# Guilherme Weisheimer
Guilherme Weisheimer (Porto Alegre, 22 de outubro de 1981) é um ex-futebolista brasileiro que atuava como meia ou atacante.

## Títulos
Grêmio
- Campeonato Gaúcho: 1999,[1] 2001[1]
- Copa do Brasil: 2001[1]

Novo Hamburgo
- Campeonato da Região Metropolitana 2013, 2014
- Copa FGF 2013